# Tzunjok
Tzunjok är en ort i Mexiko.   Den ligger i kommunen San Juan Cancuc och delstaten Chiapas, i den sydöstra delen av landet, 800 km öster om huvudstaden Mexico City. Tzunjok ligger 1 226 meter över havet och antalet invånare är 549.
Terrängen runt Tzunjok är kuperad österut, men västerut är den bergig. Runt Tzunjok är det ganska tätbefolkat, med 75 invånare per kvadratkilometer. I omgivningarna runt Tzunjok växer i huvudsak städsegrön lövskog.